# Không gian công cộng
Không gian công cộng là không gian phục vụ chung cho nhu cầu của nhiều người. Có hai thể loại không gian công cộng chính:
1. Không gian "vật thể". Ví dụ: quảng trường, đường phố, công viên...
2. Không gian "phi vật thể". Ví dụ: các diễn đàn trên Internet, các trang blog, các trang mạng xã hội hay các cuộc đối thoại tranh luận trực tuyến...

Sự hình thành, phát triển, và thay đổi của không gian công cộng phụ thuộc vào sự phát triển và đặc điểm của đời sống công cộng, vốn không giống nhau giữa các nền văn hóa khác nhau và ở các thời điểm khác nhau.
Trong không gian công cộng, người sử dụng vừa là người quan sát, lại vừa là người tham gia các hoạt động chung. Hình thức hay hoạt động của mỗi người trong không gian công cộng thường gây ảnh hưởng tới những người khác, vì thế, không gian công cộng được coi là nơi diễn ra các xung đột xã hội cũng như là nơi của các hòa giải xã hội giữa các tổ chức cá nhân.
Khái niệm, đặc điểm, cũng như ý nghĩa đối với xã hội của không gian công cộng đã được rất nhiều học giả nghiên cứu. Phần viết dưới đây tập trung vào không gian công cộng "vật thể" trong quy hoạch đô thị.

## Việt Nam
Hiện chưa có nhiều nghiên cứu về không gian công cộng đặc thù ở Việt Nam.
Giống như nhiều thành phố đang phát triển ở châu Á khác, không gian công cộng ở các thành phố Việt Nam hiện rất thiếu, không có tổ chức, bị thương mại hóa và lấn chiếm trái phép. Do nhu cầu về không gian sinh hoạt, sản xuất, buôn bán của người dân đô thị hiện quá lớn, quỹ đất ít ỏi còn lại trong nhiều đô thị lớn ở Việt Nam không có khả năng mở rộng. Quá trình đô thị hóa hiện đang mở rộng các thành phố nhưng vẫn chưa tạo được các không gian công cộng đáp ứng nhu cầu xã hội.
Xu hướng tư nhân hóa các không gian công cộng (khuyến khích tư nhân tham gia phát triển hệ thống không gian công cộng) có hiệu quả kinh tế ở nhiều nước nhưng có nguy cơ tiềm tàng gây phân hóa xã hội.
Phát triển không gian công cộng như thế nào cho phù hợp với thời điểm hiện tại vì lợi ích tương lai của toàn xã hội vẫn là một thách thức lớn đối với Việt Nam.